# Nekrolog 1648
Nekrolog
◄◄
| ◄
| 1644
| 1645
| 1646
| 1647
| 1648 | 1649 | 1650 | 1651 | 1652 | ► | ►►
Weitere Ereignisse | Allgemeiner Nekrolog 1648
Die Beschreibung der verstorbenen Person sollte so kurz wie möglich gehalten sein und nur deren signifikante Tätigkeit(en) enthalten.
Neue Namen ggf. auch unter dem Geburts- und Sterbedatum, also etwa unter 1. Januar und im Geburts- und Sterbejahr (2024) eintragen (nur bei entsprechender großer Wichtigkeit). Für Beispiele siehe die schon vorhandenen Artikel.
Außerdem über die fünf zuletzt Verstorbenen, zu denen es einen ausreichend guten Artikel für eine Präsentation auf der Hauptseite gibt, nach der todesbedingten Überarbeitung der Artikel ggf. auch unter Wikipedia Diskussion:Hauptseite informieren und sie am besten auch in den anderen Wikipedia-Sprachversionen eintragen. Tipp: Regelmäßig bei news.google.de nach „ist tot“, „gestorben“ oder „verstorben“ suchen.
Wenn eine Person gestorben ist, gibt es viele Seiten zu dieser Person in der Wikipedia, die davon auch betroffen sind und entsprechend aktualisiert werden müssen. Beispiele: Namenübersichtsseite, Geburtsjahr, Geburtsort-Seiten und viele mehr.
Wie finde ich die betroffenen Seiten?
Im Suchfeld auf der linken Seite gibt man den Suchbegriff so ein: „Vorname Nachname“. Dann klickt man auf Volltext und alle Seiten mit entsprechendem Suchtext werden aufgerufen. Hier sieht man dann schnell, wo auch das Todesjahr Sinn macht oder sogar ein Teil des Artikels angepasst werden muss. Auch hilft das „Werkzeug“ auf der linken Seite sehr gut, um solche Seiten aufzufinden: „Links auf diese Seite“. Somit ist die Wikipedia wieder aktuell in allen Bereichen! Hinweis: bei Eintragung der Kategorie „Gestorben JAHR“ wird der Missbrauchsfilter 49 ausgelöst, was jedoch nicht schlimm ist. Siehe: Spezial:Missbrauchsfilter/49
Dies ist eine Liste von im Jahr 1648 verstorbenen bekannten Persönlichkeiten. Die Einträge erfolgen innerhalb der einzelnen Daten alphabetisch sortiert. Tiere sind im Nekrolog für Tiere zu finden.

## Januar
| Tag        | Name                                      | Beruf, bekannt als                                                      | Alter | Beleg |
| ---------- | ----------------------------------------- | ----------------------------------------------------------------------- | ----- | ----- |
| 1. Januar  | Benedetto Buommattei                      | italienischer Romanist und Grammatiker                                  | 66    |       |
| 8. Januar  | Alheit Snur                               | deutsches Hexenprozess-Opfer                                            |       |       |
| 9. Januar  | David Gregor Corner                       | katholischer Pfarrer, Abt und Theologe                                  |       |       |
| 10. Januar | Stephan Bethlen                           | Fürst von Siebenbürgen                                                  |       |       |
| 11. Januar | Andreas Corvinus                          | deutscher Rhetoriker, Philologe und Jurist                              | 58    |       |
| 14. Januar | Caspar van Baerle                         | niederländischer Schriftsteller und Dichter                             | 63    |       |
| 16. Januar | Johannes Müller                           | deutscher Jurist, Gesandter bei den Westfälischen Friedensverhandlungen |       |       |
| 20. Januar | Magdalena Katharina von Pfalz-Zweibrücken | Pfalzgräfin und Herzogin von Birkenfeld                                 | 40    |       |
| 23. Januar | Francisco de Rojas Zorrilla               | spanischer Dramatiker                                                   | 40    |       |

## Februar
| Tag         | Name               | Beruf, bekannt als              | Alter | Beleg |
| ----------- | ------------------ | ------------------------------- | ----- | ----- |
| 15. Februar | Matthias Glabus    | deutscher Zisterzienserabt      |       |       |
| 21. Februar | Paul Weinhart      | österreichischer Mediziner      | 77    |       |
| 22. Februar | Wilhelm Lamormaini | Jesuit                          | 77    |       |
| 28. Februar | Christian IV.      | König von Dänemark und Norwegen | 70    |       |

## März
| Tag      | Name              | Beruf, bekannt als                              | Alter | Beleg |
| -------- | ----------------- | ----------------------------------------------- | ----- | ----- |
| 12. März | Tirso de Molina   | spanischer Dramatiker                           | 68    |       |
| 15. März | Martino Pesenti   | italienischer Komponist                         |       |       |
| 17. März | Christian Becmann | deutscher Pädagoge und reformierter Theologe    | 67    |       |
| 21. März | Leone da Modena   | venezianischer Rabbiner                         | 76    |       |
| 23. März | Petrus Fritze     | deutscher brandenburgischer Diplomat und Jurist | 63    |       |

## April
| Tag       | Name                                 | Beruf, bekannt als                                                                      | Alter | Beleg |
| --------- | ------------------------------------ | --------------------------------------------------------------------------------------- | ----- | ----- |
| 7. April  | Robert Roberthin                     | deutscher Dichter                                                                       | 48    |       |
| 10. April | Hans Jakob von Koseritz              | Mitglied der Fruchtbringenden Gesellschaft                                              | 38    |       |
| 11. April | Matthäus Apelt                       | deutscher Komponist und Kirchenlieddichter                                              | 53    |       |
| 12. April | Katharina Belgica von Oranien-Nassau | Prinzessin von Oranien-Nassau, durch Heirat Gräfin Hanau-Münzenberg                     | 69    |       |
| 13. April | Martin Faber                         | deutscher Architekt, Kunstmaler, Kartograf und Ratsherr der Stadt Emden in Ostfriesland |       |       |
| 16. April | Karl Ludwig Ernst von Sulz           | Landgraf im Klettgau und Hofrichter am Hofgericht in Rottweil (1628–1648)               | 52    |       |
| 18. April | Simon Malsius                        | deutscher Jurist und Kanzler                                                            | 62    |       |
| 22. April | Alonso Rodriguez                     | italienischer Maler des Barock                                                          |       |       |
| 26. April | Christoph Thomas Walliser            | elsässischer Komponist                                                                  | 80    |       |
| 27. April | Johann Behm                          | deutscher lutherischer Theologe                                                         | 69    |       |
| 28. April | Wiebke Kruse                         | Mätresse des dänischen Königs Christian IV.                                             |       |       |
| April     | Alessandro Abondio                   | italienischer Medailleur und Wachsbossierer                                             |       |       |

## Mai
| Tag     | Name                         | Beruf, bekannt als                                                                             | Alter | Beleg |
| ------- | ---------------------------- | ---------------------------------------------------------------------------------------------- | ----- | ----- |
| 2. Mai  | Johann Quistorp der Ältere   | lutherischer Theologe, Rektor der Universität Rostock                                          | 63    |       |
| 17. Mai | Peter Melander von Holzappel | Feldherr im Dreißigjährigen Krieg und der Oberbefehlshaber der kaiserlich-ligistischen Truppen | 59    |       |
| 19. Mai | Stefan Potocki               | polnischer Adeliger, Starost und Heerführer                                                    |       |       |
| 20. Mai | Władysław IV. Wasa           | polnischer König, quasi Zar von Russland                                                       | 52    |       |
| 23. Mai | Louis Le Nain                | französischer Maler                                                                            |       |       |
| 25. Mai | Hans Im Thurn-Peyer          | Bürgermeister, Vogtherr, Adliger                                                               | 69    |       |
| 25. Mai | Antoine Le Nain              | französischer Maler                                                                            |       |       |
| 26. Mai | Vincent Voiture              | französischer Dichter und Schriftsteller                                                       |       |       |

## Juni
| Tag      | Name              | Beruf, bekannt als                                                                        | Alter | Beleg |
| -------- | ----------------- | ----------------------------------------------------------------------------------------- | ----- | ----- |
| 1. Juni  | Benedikt Winkler  | deutscher Jurist                                                                          |       |       |
| 12. Juni | Johannes Conradus | deutscher Jurist und Ratssekretär der Hansestadt Lübeck                                   | 66    |       |
| 15. Juni | Margaret Jones    | Hebamme und Opfer der Hexenverfolgung                                                     |       |       |
| 25. Juni | Godart van Reede  | niederländischer Staatsmann und Gesandter bei den Verhandlungen zum Westfälischen Frieden | 59    |       |
| 29. Juni | Nikolaus Baring   | deutscher Prediger                                                                        | 41    |       |

## Juli
| Tag      | Name                               | Beruf, bekannt als                                                            | Alter | Beleg |
| -------- | ---------------------------------- | ----------------------------------------------------------------------------- | ----- | ----- |
| 1. Juli  | Constantinus L’Empereur van Oppyck | deutscher reformierter Theologe, Philologe und Orientalist                    | 57    |       |
| 4. Juli  | Antoine Daniel                     | französischer Jesuit und Missionar                                            | 47    |       |
| 5. Juli  | Franz Julius Döteber               | deutscher Bildhauer                                                           | 72    |       |
| 7. Juli  | Arngrímur Jónsson                  | isländischer Autor des Buches „Bewahrung der isländischen Bräuche und Kultur“ |       |       |
| 13. Juli | Pietro de Marchis                  | chiotischer römisch-katholischer Bischof                                      |       |       |
| 15. Juli | Lorenzo Allegri                    | italienischer Lautenist und Komponist                                         | 80    |       |
| 16. Juli | Severin Schlüter                   | deutscher evangelischer Theologe                                              | 76    |       |
| 21. Juli | John White                         | englischer Pastor                                                             |       |       |
| 28. Juli | Gerhard von Neufville              | deutscher Arzt, Mathematiker und Physiker                                     | 57    |       |

## August
| Tag        | Name                                         | Beruf, bekannt als                                                      | Alter | Beleg |
| ---------- | -------------------------------------------- | ----------------------------------------------------------------------- | ----- | ----- |
| 2. August  | Claudia von Lothringen                       | Prinzessin von Lothringen, Herzogin von Lothringen                      | 35    |       |
| 4. August  | Gottfried Finckelthaus                       | deutscher Lyriker und Liederdichter des Barock                          | 34    |       |
| 5. August  | Ivan III. Drašković von Trakošćan            | kroatischer Adliger, Feldherr und Staatsmann aus dem Hause Drašković    |       |       |
| 6. August  | Johannes von Werden                          | katholischer Priester, Abt des Klosters Marienfeld                      |       |       |
| 7. August  | William Douglas, 7. Earl of Morton           | schottischer Adliger                                                    |       |       |
| 16. August | Jehoschua Höschel                            | Talmudist                                                               |       |       |
| 18. August | İbrahim                                      | Sultan des Osmanischen Reiches                                          | 32    |       |
| 20. August | Johann von Beck                              | deutscher General                                                       |       |       |
| 20. August | Edward Herbert, 1. Baron Herbert of Cherbury | britischer Soldat, Diplomat, Historiker, Dichter und Religionsphilosoph | 65    |       |
| 24. August | António Filipe Camarão                       | brasilianischer Heerführer und Edelmann                                 |       |       |
| 25. August | José Calasanz                                | Heiliger, Stifter des Piaristenordens                                   |       |       |
| 31. August | Michel Mazarin                               | italienischer Erzbischof und Kardinal                                   | 42    |       |

## September
| Tag           | Name                 | Beruf, bekannt als                                                                 | Alter | Beleg |
| ------------- | -------------------- | ---------------------------------------------------------------------------------- | ----- | ----- |
| 1. September  | Marin Mersenne       | französischer Mathematiker, Musiktheoretiker und Theologe                          | 59    |       |
| 9. September  | Friedrich Lindenbrog | deutscher Philologe und Handschriftensammler                                       | 74    |       |
| 20. September | Ivan Lukačić         | dalmatinischer Komponist                                                           | 61    |       |
| 21. September | Leonhard Frank       | deutscher Prämonstratenserabt                                                      |       |       |
| 27. September | Johannes Brüning     | deutscher lutherischer Theologe                                                    | 58    |       |
| 28. September | Melchior Inchofer    | Jesuit und katholischer Theologe                                                   |       |       |
| September     | Andre Ruffini        | italienischer Steinmetzmeister der Renaissance, erster Richter in Kaisersteinbruch |       |       |

## Oktober
| Tag         | Name                     | Beruf, bekannt als                                  | Alter | Beleg |
| ----------- | ------------------------ | --------------------------------------------------- | ----- | ----- |
| 11. Oktober | Georg I. Rákóczi         | Fürst von Siebenbürgen                              | 55    |       |
| 15. Oktober | Simone Cantarini         | italienischer Maler                                 |       |       |
| 24. Oktober | Giovanni Antonio Rigatti | italienischer Komponist und Priester des Frühbarock |       |       |

## November
| Tag          | Name                                | Beruf, bekannt als                          | Alter | Beleg |
| ------------ | ----------------------------------- | ------------------------------------------- | ----- | ----- |
| 1. November  | Ulrich II.                          | Graf von Ostfriesland                       | 43    |       |
| 3. November  | Caspar Hofmann                      | deutscher Mediziner                         | 75    |       |
| 15. November | Johann Grothusen                    | deutscher Jurist                            | 62    |       |
| 15. November | Johann Baptist Verda von Verdenberg | österreichischer Hofkanzler                 |       |       |
| 17. November | Thomas Ford                         | englischer Komponist, Lautenist und Gambist |       |       |
| 27. November | María Evangelista Quintero Malfaz   | spanische Zisterzienserin und Mystikerin    | 57    |       |
| November     | Maksym Krywonis                     | ukrainischer Kosakenführer                  |       |       |

## Dezember
| Tag          | Name                        | Beruf, bekannt als                                                     | Alter | Beleg |
| ------------ | --------------------------- | ---------------------------------------------------------------------- | ----- | ----- |
| 1. Dezember  | Flora Zuzzeri               | ragusanische Dichterin                                                 |       |       |
| 2. Dezember  | Heinrich Julius von Zerssen | deutscher Hofbeamter                                                   | 65    |       |
| 7. Dezember  | Michael Siricius            | deutscher evangelisch-lutherischer Geistlicher und Autor               |       |       |
| 10. Dezember | Friedrich IV.               | Herzog zu Braunschweig und Lüneburg, Fürst von Lüneburg                | 74    |       |
| 14. Dezember | Lelio Falconieri            | Kardinal der Römischen Kirche                                          | 63    |       |
| 23. Dezember | Gerhard Dönhoff             | polnischer Kastellan von Danzig und Woiwode von Wenden und Pommerellen | 58    |       |
| 25. Dezember | Claudia de’ Medici          | Erzherzogin von Österreich und Landesfürstin von Tirol                 | 44    |       |

## Datum unbekannt
| Tag | Name                     | Beruf, bekannt als                                                  | Alter | Beleg |
| --- | ------------------------ | ------------------------------------------------------------------- | ----- | ----- |
|     | Joachim Caesar           | Jurist, Übersetzer und Autor von Gelegenheitsdichtungen             |       |       |
|     | Émeric Crucé             | französischer Mönch und Mathematiklehrer                            |       |       |
|     | Christoph Deichmann      | deutscher Jurist und Diplomat                                       |       |       |
|     | Michael East             | englischer Organist und Komponist                                   |       |       |
|     | Jobst Heimart von Lenthe | Stallmeister des Herzogs August d. J. von Braunschweig-Wolfenbüttel |       |       |
|     | Antonio de Montezinos    | portugiesisch-jüdischer Reisender und Entdecker                     |       |       |
|     | Johann Philipp Pareus    | Latinist und reformierter Pädagoge                                  |       |       |
|     | Florens Schoonhoven      | niederländischer Jurist und Dichter                                 |       |       |
|     | Johann Stadlmayr         | österreichischer Komponist des Frühbarock                           |       |       |